# E-regio
Die e-regio GmbH & Co. KG ist ein regionaler Energieversorger mit Standorten in Euskirchen und Kall, Nordrhein-Westfalen. Das Versorgungsgebiet umfasst den Kreis Euskirchen, den linksrheinischen Rhein-Sieg-Kreis sowie Teile des Kreises Düren.

## Geschichte
e-regio geht auf die e-regio GmbH & Co. KG (vormals Regionalgas Euskirchen GmbH & Co. KG) sowie die Energie Nordeifel GmbH & Co. KG (ene) zurück. Beide Unternehmen waren zuvor eigenständige regionale Versorger in der Region Euskirchen, ene mit Fokus auf dem Stromgeschäft und e-regio als Gasversorger. Im Jahr 2019 wurde die Fusion der beiden Unternehmen unter dem gemeinsamen Namen e-regio vollzogen.

## Unternehmensstruktur
Das Unternehmen beschäftigte 2023 rund 468 Mitarbeitende. Rund 15 Auszubildende werden pro Jahrgang in verschiedenen kaufmännischen und technischen Berufen ausgebildet – darunter Industriekaufleute, Kaufleute für Digitalisierungsmanagement, Anlagenmechaniker und Rohrleitungsbauer. Die Geschäftsführung besteht aus Markus Böhm und Stefan Dott.
e-regio ist mehrheitlich kommunal geprägt. Die größten Anteilseigner sind:
- rhenag Rheinische Energie AG, Köln: 40,46 %
- Stadtverkehr Euskirchen GmbH: 36,95 %
- Kreis Euskirchen: 8,72 %
- Energie Rur-Erft GmbH & Co. KG: 8,67 %
- Stadt Rheinbach: 3,12 %
- Stadt Bornheim: 2,08 %

e-regio selbst hält Beteiligungen an mehreren Unternehmen, darunter:
- LOGOEnergie GmbH, Euskirchen (100 %)
- e-regio Netz GmbH, Kall (100 %)
- Stromnetz Euskirchen GmbH & Co. KG, Euskirchen (74,9 %)
- e-regio Energiekonzepte (100 %)
- sowie verschiedene Wind- und Solarparkgesellschaften

## Versorgungsgebiet
e-regio versorgt rund 75.000 Haushalte mit Erdgas, über 60.000 mit Strom und etwa 29.000 mit Trinkwasser. Das Versorgungsgebiet umfasst die Städte und Gemeinden Alfter, Bad Münstereifel, Blankenheim (Ahr), Bornheim, Dahlem, Euskirchen, Heimbach, Hellenthal, Kall, Mechernich, Meckenheim, Nettersheim, Rheinbach, Schleiden, Swisttal, Vettweiß, Wachtberg, Weilerswist und Zülpich.
In mehreren Kommunen übernimmt e-regio zudem die gesetzlich definierte Grundversorgung mit Strom und Gas, für Strom ist e-regio in folgenden Kommunen Grundversorger: Blankenheim, Dahlem, Heimbach, Hellenthal, Kall, Mechernich, Nettersheim und Schleiden. Für Gas übernimmt e-regio die Grundversorgung in: Alfter, Bad Münstereifel, Blankenheim, Bornheim, Dahlem, Euskirchen, Hellenthal, Kall, Mechernich, Meckenheim, Nettersheim, Rheinbach, Schleiden, Swisttal, Wachtberg, Weilerswist und Zülpich.

## Produkte und Leistungen
e-regio richtet sich mit seinen Produkten und Dienstleistungen sowohl an Privatkunden als auch an Geschäftskunden, Industriebetriebe und Kommunen.
Netze
e-regio baut und betreibt Netze für Strom, Gas, Wasser und Wärme und stellt damit die Infrastruktur für die Versorgung der Region sicher. Zur bedarfsgerechten Steuerung von Energieflüssen gehört auch die Entwicklung intelligenter Stromnetze. Im April 2025 begann e-regio mit dem Bau des ersten Fernwärmenetzes in Euskirchen.
Strom, Gas, Wasser, Wärme
Als regionaler Energieversorger liefert e-regio Regionalstrom, das bedeutet: Ökostrom, der im Umkreis von maximal 50 Kilometern erzeugt wird. Im Auftrag des Wasserversorgungsverbands Euskirchen-Swisttal (WES) und der Gemeinde Alfter versorgt e-regio private Haushalte, Gewerbebetriebe und öffentliche Einrichtungen mit Trinkwasser. Das Unternehmen bietet zudem Wärmelösungen an, die die Energiepotenziale vor Ort berücksichtigen und individuell zugeschnitten sind, beispielsweise auch Nah- und Fernwärmelösungen für Quartiere und ganze Stadtteile. Auch Erdgas gehört zum Angebot.
Windkraft und Photovoltaik
e-regio hat mehrere Windparks realisiert, zum Beispiel die Eifel-Windparks Rohr-Reetz, Blankenheimerdorf, Ormont-Stadtkyll oder den Bürgerwindpark Schleiden. Ormont-Stadtkyll ist mit acht Windenergieanlagen der größte Windpark. Mit der hier erzeugten Energie können mehr als 18.000 Haushalte versorgt werden. Darüber hinaus betreibt e-regio mehrere Photovoltaik-Freiflächenanlagen, unter anderem die Solarparks in Mechernich-Kalenberg und im Gewerbegebiet Schleiden-Herhahn. Auch privaten Haushalten ermöglicht e-regio die Nutzung erneuerbarer Energien, zum Beispiel mit dem „SolarstromPaket“, bei dem das Unternehmen die PV-Anlage plant, installiert und betreibt und die Nutzer den erzeugten Strom zu einem festen Preis mit Preisgarantie über 20 Jahre geliefert bekommen.
E-Mobilität und regionale Ladeinfrastruktur
Zur Förderung nachhaltiger Mobilität bietet e-regio Produkte und Dienstleistungen rund um E-Mobilität an, darunter Ladelösungen für Haushalte, Ladekonzepte für Unternehmen und Einrichtungen sowie öffentlich zugängliche Ladeinfrastruktur in der Region.
Energiedienstleistungen
e-regio unterstützt Kommunen mit einem eigenen „Team Wärmewende“ bei der Umsetzung der Wärmeplanung. Zusätzlich zu klassischen Versorgungslösungen berät der Anbieter außerdem zu Energieeffizienz und bietet Energieaudits an. Auch Anlagenbau, Kabel- und Leitungsbau und öffentliche Beleuchtung gehören zum Angebot.